# 천자문

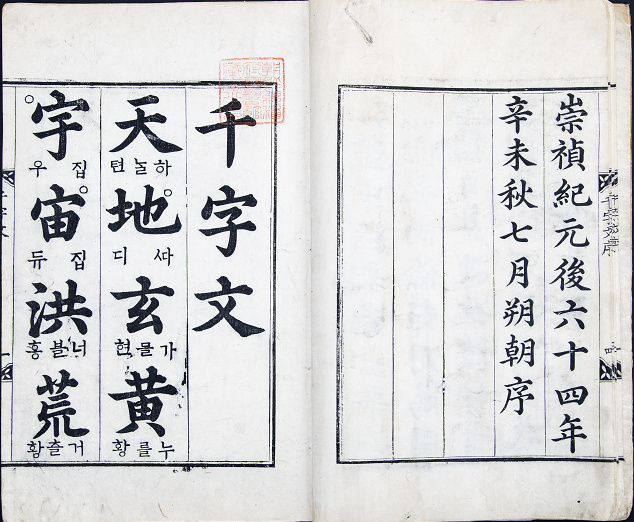
한석봉 천자문

천자문(千字文)은 중국 남조 양(502~549)의 주흥사가 6세기 초반인 502~521년 사이에 양 무제의 명을 받아 지은 책으로, 모두 다른 한자 1000자로 1구 4자의 사언 고시 250구로 되어 있다. 동진 왕희지의 필적에서 해당되는 글자를 모았다고 하는데, 더 오래전에 중국 위나라 종요의 필적을 모은 것이라는 설도 있고 천자문을 종요가 손수 만들었다는 설도 있다. '천지현황(天地玄黃)'으로 시작해서 '언재호야(焉哉乎也)'의 어조사로 끝나는데, 자연 현상부터 인륜 도덕에 이르는 넓은 범위의 글귀를 수록하여 한문의 입문서로 널리 쓰였다.
당나라부터 빠르게 보급되어 여러 판본이 만들어졌는데, 가장 유명한 것은 왕희지의 7대손 왕지영이 진서와 초서의 두 서체로 만든 《진초천자본(眞草千字本)》으로 1109년에 새긴 석각이 남아 있으며 둔황에서 발견된 문서에 그 필사본이 많다고 한다. 송나라부터는 완전히 정착되어 《속(續)천자문》을 만들기도 하고 《서고천자문(敍古千字文)》과 같이 전혀 다른 글자를 이용한 새로운 천자문이 생기기도 했으며, 천자문의 순서를 이용해 문서 번호를 붙이는 풍습도 생겼다. (일자오결)
전설에는 주흥사가 무제의 명에 따라 하룻밤 사이에 만들어야 했으나 마지막 4자를 짓지 못하여 고심하고 있는데, 홀연히 귀신이 나타나서 어조사 언재호야의 마무리를 알려주었다고 한다. 완성한 후에 보니 머리털이 하얗게 세었다고 하여 "백수문(白首文)"이라는 별명이 붙었다.

## 한국
한편, 신라에는 법흥왕 8년(521년)에 중국 남조 양의 승려 원표가 사신으로 오면서 많은 불경과 《천자문》을 가지고 왔다고 한다.
천자문은 한문의 입문서로서 줄곧 중용되어 여러 가지 판본이 존재했고 훈민정음 창제 이후 한자마다 그 새김과 소리를 넣어 석음(釋音)을 붙여 간행되었는데, 그 가운데 현존하는 가장 오래된 것은 조선 선조 8년(1575년)에 광주에서 간행된 광주판 천자문이며, 현재 일본 동경대학 중앙도서관에 소장되어 있다.
한국에 가장 널리 보급된 것은 조선 선조 16년(1583년) 어명에 의해 명필 한호가 쓴 《석봉천자문(石峯千字文)》으로 여러차례 중간되어 왔는데, 현존하는 여러 판본중에서 경북 영주의 박찬성(朴贊成) 소장본과 일본 나이카쿠 문고(內閣文庫) 소장본이 원간본 혹은 이것에 가까운 판본으로 추정된다.
천자문 한자 중 교육용 한자 밖의 것은 250자이다.

## 내용
| 1                                   | 3                                   | 4                                   | 5                                   | 6                                   | 7                                   |
| 天地玄黃 宇宙洪荒 천지현황 우주홍황 | 蓋此身髮 四大五常 개차신발 사대오상 | 都邑華夏 東西二京 도읍화하 동서이경 | 治本於農 務茲稼穡 치본어농 무자가색 | 耽讀玩市 寓目囊箱 탐독완시 우목낭상 | 布射僚丸 嵇琴阮嘯 포사료환 혜금완소 |
| 日月盈昃 辰宿列張 일월영측 진숙렬장 | 恭惟鞠養 豈敢毀傷 공유국양 기감훼상 | 背邙面洛 浮渭據涇 배망면락 부위거경 | 俶載南畝 我藝黍稷 숙재남무 아예서직 | 易輶攸畏 屬耳垣牆 역유유외 속이원장 | 恬筆倫紙 鈞巧任釣 념필륜지 균교임조 |
| 寒來暑往 秋收冬藏 한래서왕 추수동장 | 女慕貞烈 男效才良 녀모정혈 남효재량 | 宮殿盤鬱 樓觀飛驚 궁전반울 루관비경 | 稅熟貢新 勸賞黜陟 세숙공신 권상출척 | 具膳餐飯 適口充腸 구선찬반 적구충장 | 釋紛利俗 竝皆佳妙 석분리속 병개가묘 |
| 閏餘成歲 律呂調陽 윤여성세 률려조양 | 知過必改 得能莫忘 지과필개 득능막망 | 圖寫禽獸 畫彩仙靈 도사금수 화채선령 | 孟軻敦素 史魚秉直 맹가돈소 사어병직 | 飽飫烹宰 飢厭糟糠 포어팽재 기염조강 | 毛施淑姿 工顰妍笑 모시숙자 공빈연소 |
| 雲騰致雨 露結爲霜 운등치우 로결위상 | 罔談彼短 靡恃己長 망담피단 미시기장 | 丙舍傍啓 甲帳對楹 병사방계 갑장대영 | 庶幾中庸 勞謙謹敕 서기중용 로겸근칙 | 親戚故舊 老少異糧 친척고구 로소이량 | 年矢每催 曦暉朗曜 년시매최 희휘랑요 |
| 金生麗水 玉出崑岡 금생려수 옥출곤강 | 信使可覆 器欲難量 신사가복 기욕난량 | 肆筵設席 鼓瑟吹笙 사연설석 고슬취생 | 聆音察理 鑒貌辨色 령음찰리 감모변색 | 妾御績紡 待巾帷房 첩어적방 대건유방 | 璿璣懸斡 晦魄環照 선기현알 회백환조 |
| 劍號巨闕 珠稱夜光 검호거궐 주칭야광 | 墨悲絲染 詩讚羔羊 묵비사염 시찬고양 | 升階納陛 弁轉疑星 승계납폐 변전의성 | 貽厥嘉猷 勉其祗植 이궐가유 면기지식 | 紈扇圓潔 銀燭煒煌 환선원결 은촉위황 | 指薪修祜 永綏吉劭 지신수호 영수길초 |
| 果珍李柰 菜重芥薑 과진리내 채중개강 | 景行維賢 克念作聖 경행유현 극념작성 | 右通廣內 左達承明 우통광내 좌달승명 | 省躬譏誡 寵增抗極 성궁기계 총증항극 | 晝眠夕寐 藍筍象床 주면석매 람순상상 | 矩步引領 俯仰廊廟 구보인령 부앙랑묘 |
| 海鹹河淡 鱗潛羽翔 해함하담 린잠우상 | 德建名立 形端表正 덕건명립 형단표정 | 旣集墳典 亦聚群英 기집분전 역취군영 | 殆辱近恥 林皋幸即 태욕근치 림고행즉 | 弦歌酒宴 接杯舉觴 현가주연 접배거상 | 束帶矜庄 徘徊瞻眺 속대긍장 배회첨조 |
| 2                                   | 空谷傳聲 虛堂習聽 공곡전성 허당습청 | 杜稿鍾隸 漆書壁經 두고종례 칠서벽경 | 兩疏見機 解組誰逼 량소견기 해조수핍 | 矯手頓足 悅豫且康 교수돈족 열예차강 | 孤陋寡聞 愚蒙等誚 고루과문 우몽등초 |
| 龍師火帝 鳥官人皇 룡사화제 조관인황 | 禍因惡積 福緣善慶 화인악적 복연선경 | 府羅將相 路俠槐卿 부라장상 로협괴경 | 索居閒處 沉默寂寥 색거한처 침묵적요 | 嫡後嗣續 祭祀烝嘗 적후사속 제사증상 | 謂語助者 焉哉乎也 위어조자 언재호야 |
| 始制文字 乃服衣裳 시제문자 내복의상 | 尺璧非寶 寸陰是競 척벽비보 촌음시경 | 戶封八縣 家給千兵 호봉팔현 가급천병 | 求古尋論 散慮逍遙 구고심론 산려소요 | 稽顙再拜 悚懼恐惶 계상재배 송구공황 |                                     |
| 推位讓國 有虞陶唐 추위양국 유우도당 | 資父事君 曰嚴與敬 자부사군 왈엄여경 | 高冠陪輦 驅轂振纓 고관배련 구곡진영 | 欣奏累遣 慼謝歡招 흔주루견 척사환초 | 箋牒簡要 顧答審詳 전첩간요 고답심상 |                                     |
| 弔民伐罪 周發殷湯 조민벌죄 주발은탕 | 孝當竭力 忠則盡命 효당갈력 충칙진명 | 世祿侈富 車駕肥輕 세록치부 차가비경 | 渠荷的歷 園莽抽條 거하적력 원망추조 | 骸垢想浴 執熱願涼 해구상욕 집열원량 |                                     |
| 坐朝問道 垂拱平章 좌조문도 수공평장 | 臨深履薄 夙興溫凊 림심리박 숙흥온청 | 策功茂實 勒碑刻銘 책공무실 륵비각명 | 枇杷晚翠 梧桐蚤凋 비파만취 오동조조 | 驢騾犢特 駭躍超驤 려라독특 해약초양 |                                     |
| 愛育黎首 臣伏戎羌 애육려수 신복융강 | 似蘭斯馨 如松之盛 사란사형 여송지성 | 磻溪伊尹 佐時阿衡 반계이윤 좌시아형 | 陳根委翳 落葉飄搖 진근위예 락엽표요 | 誅斬賊盜 捕獲叛亡 주참적도 포획반망 |                                     |
| 遐邇壹體 率賓歸王 하이일체 솔빈귀왕 | 川流不息 淵澄取映 천류부식 연징취영 | 奄宅曲阜 微旦孰營 엄댁곡부 미단숙영 | 游鵾獨運 凌摩絳霄 유곤독운 릉마강소 |                                     |                                     |
| 鳴鳳在樹 白駒食場 명봉재수 백구식장 | 容止若思 言辭安定 용지약사 언사안정 | 桓公匡合 濟弱扶傾 환공광합 제약부경 |                                     |                                     |                                     |
| 化被草木 賴及萬方 화피초목 뢰급만방 | 篤初誠美 慎終宜令 독초성미 신종의령 | 綺回漢惠 說感武丁 기회한혜 설감무정 |                                     |                                     |                                     |
|                                     | 榮業所基 藉甚無竟 영업소기 자심무경 | 俊乂密勿 多士寔寧 준예밀물 다사식녕 |                                     |                                     |                                     |
|                                     | 學優登仕 攝職從政 학우등사 섭직종정 | 晉楚更霸 趙魏困橫 진초경패 조위곤횡 |                                     |                                     |                                     |
|                                     | 存以甘棠 去而益詠 존이감당 거이익영 | 假途滅虢 踐土會盟 가도멸괵 천토회맹 |                                     |                                     |                                     |
|                                     | 樂殊貴賤 禮別尊卑 악수귀천 례별존비 | 何遵約法 韓弊煩刑 하준약법 한폐번형 |                                     |                                     |                                     |
|                                     | 上和下睦 夫唱婦隨 상화하목 부창부수 | 起翦頗牧 用軍最精 기전파목 용군최정 |                                     |                                     |                                     |
|                                     | 外受傅訓 入奉母儀 외수부훈 입봉모의 | 宣威沙漠 馳譽丹青 선위사막 치예단청 |                                     |                                     |                                     |
|                                     | 諸姑伯叔 猶子比兒 제고백숙 유자비아 | 九州禹跡 百郡秦并 구주우적 백군진병 |                                     |                                     |                                     |
|                                     | 孔懷兄弟 同氣連枝 공회형제 동기련지 | 岳宗恒岱 禪主云亭 악종항대 선주운정 |                                     |                                     |                                     |
|                                     | 交友投分 切磨箴規 교우투분 절마잠규 | 雁門紫塞 雞田赤城 안문자새 계전적성 |                                     |                                     |                                     |
|                                     | 仁慈隱惻 造次弗離 인자은측 조차불리 | 昆池碣石 鉅野洞庭 곤지갈석 거야동정 |                                     |                                     |                                     |
|                                     | 節義廉退 顛沛匪虧 절의렴퇴 전패비휴 | 曠遠綿邈 岩岫杳冥 광원면막 암수묘명 |                                     |                                     |                                     |
|                                     | 性靜情逸 心動神疲 성정정일 심동신피 |                                     |                                     |                                     |                                     |
|                                     | 守眞志滿 逐物意移 수진지만 축물의이 |                                     |                                     |                                     |                                     |
|                                     | 堅持雅操 好爵自縻 견지아조 호작자미 |                                     |                                     |                                     |                                     |

## 종요의 천자문
주흥사뿐만 아니라 중국 위나라 종요(鍾繇)도 《천자문》을 남겼다. 주흥사의 책은 “天地玄黃”으로 시작하나, 종요의 책은 “二儀日月”로 시작한다.

## 지정 문화재
- 천자문 : 서울 서초구 개인 소장, 보물 제1659호
- 신위 해서 천자문 : 서울대학교박물관 소장, 보물 제1684호
- 천자문 : 대구광역시의 유형문화재 제69호 (2013년 10월 30일 지정)

## 같이 보기
- 한자성어